# Гордон, Ив
Ив Гордон (англ. Eve Gordon, род. 25 июня 1960) — американская актриса и певица.
Ив Гордон родилась в Питтсбурге, штат Пенсильвания, и окончила Брауновский университет, после чего получила степень магистра искусств в Йельской школе драмы. Вскоре она начала свою карьеру в театре и на телевидении. На большом экране она дебютировала в фильме 1982 года «Мир по Гарпу», а вслед за этим появилась в фильмах «Авалон», «Рай», «Побег из Нормала», «Хроники из жизни Хайди», «Дорогая, мы себя уменьшили» (сменив Марша Стрэссмен из предыдущих фильмов серии) и «Я буду дома к Рождеству». Также Гордон имела роли в ряде сделанных для телевидения фильмах, наиболее значимая из которых — Мэрилин Монро в «Женщина по имени Джеки» (1991).
На телевидении Гордон снялась в нескольких недолго просуществовавших ситкомах, но наиболее известна благодаря своим второстепенным ролям в сериалах «Филисити», «Американская история ужасов», «Зои Харт из южного штата» и «Не верь с*** из квартиры 23». Также она была гостем во множестве сериалов, таких как «Скандал», «Безумцы», «Морская полиция: Спецотдел», «Сверхъестественное», «Хор», «Два с половиной человека», «Анатомия страсти» и «Прикосновение ангела».

## Личная жизнь
Замужем за актёром Тоддом Варингом. У них две дочери: Тесс и Грейс.

## Избранная фильмография
| Год  |   | Русское название       | Оригинальное название | Роль                    |
| ---- | - | ---------------------- | --------------------- | ----------------------- |
| 2007 | с | Доктор Хаус            | House                 | Джоди                   |
| 2019 | с | Большая маленькая ложь | Big Little Lies       | доктор Даниэль Кортленд |